# Tagliamento
De Tagliamento (Tajamento in het Venetiaans en Tiliment in het Friulisch) is een vlechtende rivier in de regio's Friuli-Venezia Giulia en Veneto in Noordoost-Italië.
De river stroomt van de Alpen naar de Adriatische Zee, waar zij uitmondt in de Golf van Venetië, nabij de badplaats Bibione. De bron van de rivier ligt op een hoogte van 1.195 meter, in de provincie Belluno, nabij de Mauria-pas (Passo della Mauria).
De rivier markeert de grens tussen de provincies Udine en Pordenone en tussen Pordeno en Venetië.
Belangrijkste plaatsen langs de rivier zijn Latisana, San Michele al Tagliamento, Tolmezzo, Gemona del Friuli, San Daniele del Friuli, Spilimbergo, Casarsa della Delizia, Codroipo en San Vito al Tagliamento.
- Gemeinsame Normdatei: 4119495-0
- Nationale Bibliotheek van Tsjechië: ge1173419
- Virtual International Authority File: 242138926